# Конфесија
Конфесија (лат. Confessio) значи да нешто верујеш, исповедаш и признајеш. Четири основне религије Хришћанство, Ислам, Јудаизам и Будизам изгубиле су у великој мери свој некадашњи утицај појавом секуларног друштва. Протестантизам је свој правни статус једнакости са великим некадашњим државним религијама изборио борбом против Римске цркве. Аугзбуршка конфесија (лат. Confessio Augustana) је био протестантски документ којим су они објавили своја верска учења и ставове. Евангелистичка црква је у историји добила статус државне цркве у Енглеској. Друге верске подгрупе које никада нису у историји имале државу иза себе називамо деноминацијама и сектама. Деноминације и секте које су се појавиле после реформације никада нису имале припадност једном народу и нацији. С обзиром да се углавном поистовећује вера и нација, они се углавном посматрају као антинационални елемент. Да није секуларних друштава права би им била у великој мери угрожена, али данас, међутим, они имају слободе и приличан утицај на државу и друштво.
Конфесија или вероисповест не мора бити повезана ни са једном верском странком. Она се не ограничава на традиционалне вероисповести нити на вероисповести и убеђења с институционалним карактеристикама. Она је много шири појам од традиционалне праксе. Она не само што се може остварити у заједници са другима “јавно”, и у кругу оних са којима се дели вероисповест, већ се може исповедати и “насамо”, и “приватно”.

## Какав мора бити законски однос државе према конфесијама
Држава је обавезна да остане неутрална и непристрасна. Овде је улог очување плурализма и нормалног функционисања демократије, чија је једна од основних карактеристика могућност коју пружа за разрешење проблема државе путем дијалога, без ослањања на принуду, чак и када су ти проблеми непријатни. Следи да улога власти у таквим околностима није да уклони извор напетости елиминисањем плурализма већ да осигура да супротстављене групе толеришу једна другу, чак и у случајевима када воде порекло од исте групе. 

## Право на промену конфесије
Човек има право замене своје постојеће вероисповести или убеђења другим или усвајањем атеистичких гледишта, као и право остајање при својој вероисповести или убеђењу. Конфесија се може преносити поучавањем, без којег би, штавише слобода промене вере или уверења, обухваћена слободом вероисповести, вероватно остала мртво слово на папиру. Из слободе вероисповести проистиче забрана принуде која би нанела штету праву придржавања и прихватања вероисповести или убеђења, укључујући употребу или претњу физичком 
силом или кривичним санкцијама ради приморавања верника или не-верника да остану привржени својим верским убеђењима и конфесијама, да се одрекну своје вероисповести или да се преобрате.

## Изражавање својих ставова преко спољњих обележја и облика понашања
Конфесија се обично изражава кроз посебна правила исхране, ношење посебне одеће или капа и коришћење посебног језика који се уобичајено говори у дотичној групи. Изражавати убеђење према традиционалним институцијама значи припадати заједници која има објекат за вршење богослужења, употребљавати обредне предмете и истицање симбола, као и обележавање празника и нерадних дана.

## Спољашњи извори
- https://web.archive.org/web/20100923004640/http://pravoslavlje.spc.rs/broj/1041-1042/tekst/ima-li-hriscanske-vere-bez-crkve/
- https://web.archive.org/web/20160305062057/http://www.sloboda.snd-us.com/index.php?option=com_content&view=article&id=1317:u-slavu-cara-konstantina-i-hriscanske-ljubavi&catid=7:reportaze-i-intervjui&Itemid=126
- http://www.jutarnji.hr/odnos-crkve-i-drzave--vlast-prezire-vjernike-ili-se-crkva-bori-za-privilegije-/1132567/ Архивирано на веб-сајту  (21. децембар 2013)